# Songthaeo

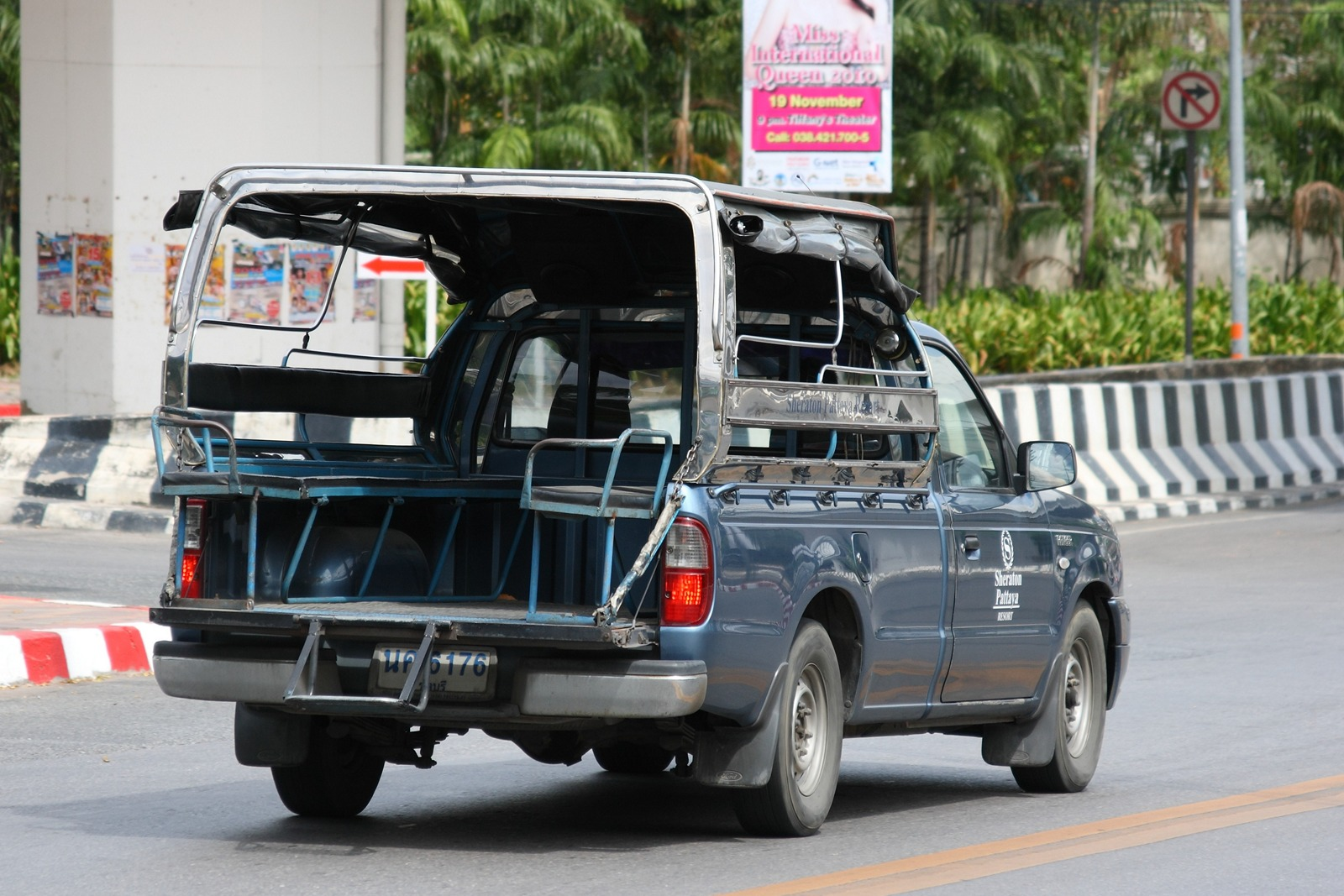
Un songthaew à Pattaya (Thaïlande).

Un songthaeo (thaï : สองแถว, littéralement deux rangées, RTGS : song thaeo) souvent écrit en translittération anglaise songthaew est un taxi collectif principalement utilisé en Thaïlande et au Laos. Ce mode de transport se rencontre également dans les autres pays du Sud-Est asiatique, mais dans certains pays comme la Malaisie, il tend à être remplacé par des minibus fermés.

## Description
En Thaïlande, il est réalisé à partir d'un véhicule pick-up, le plateau arrière est muni d'un toit, deux bancs latéraux sont accessibles aux passagers par l'arrière sans porte, ce type se rencontre aussi au Laos, mais dans ce pays il est fréquent que ce soit un minibus dont on a dé-carrossé la partie arrière.

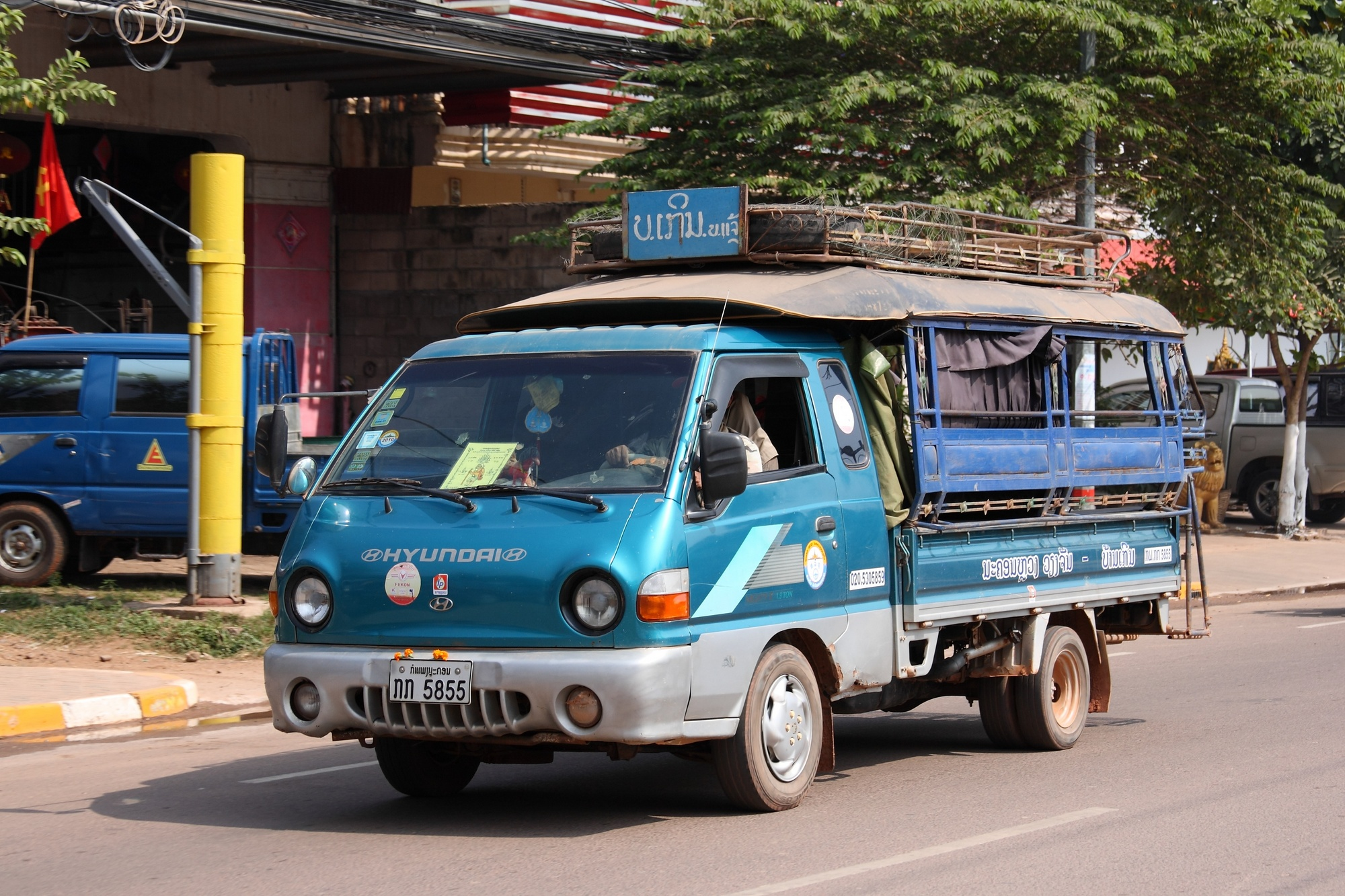
Un songthaew à Vientiane (Laos).

## Exploitation
Les songthaeo sont le plus souvent loués par leurs chauffeurs à une société qui peut avoir le monopole sur un certain secteur : dans ce cas tous les véhicules sont de la même couleur et possèdent un numéro extérieur de référence qui les assignent à un trajet fixe, comme à Pattaya.
C'est le chauffeur qui perçoit le montant de la course, soit une somme fixe, soit un montant négocié au moment de la prise en charge quand le trajet est plus long dans les zones de campagne. La place à l'avant, à côté du chauffeur, peut être soit accessible à un passager payant, soit occupée par un assistant du chauffeur chargé de la perception du transport.

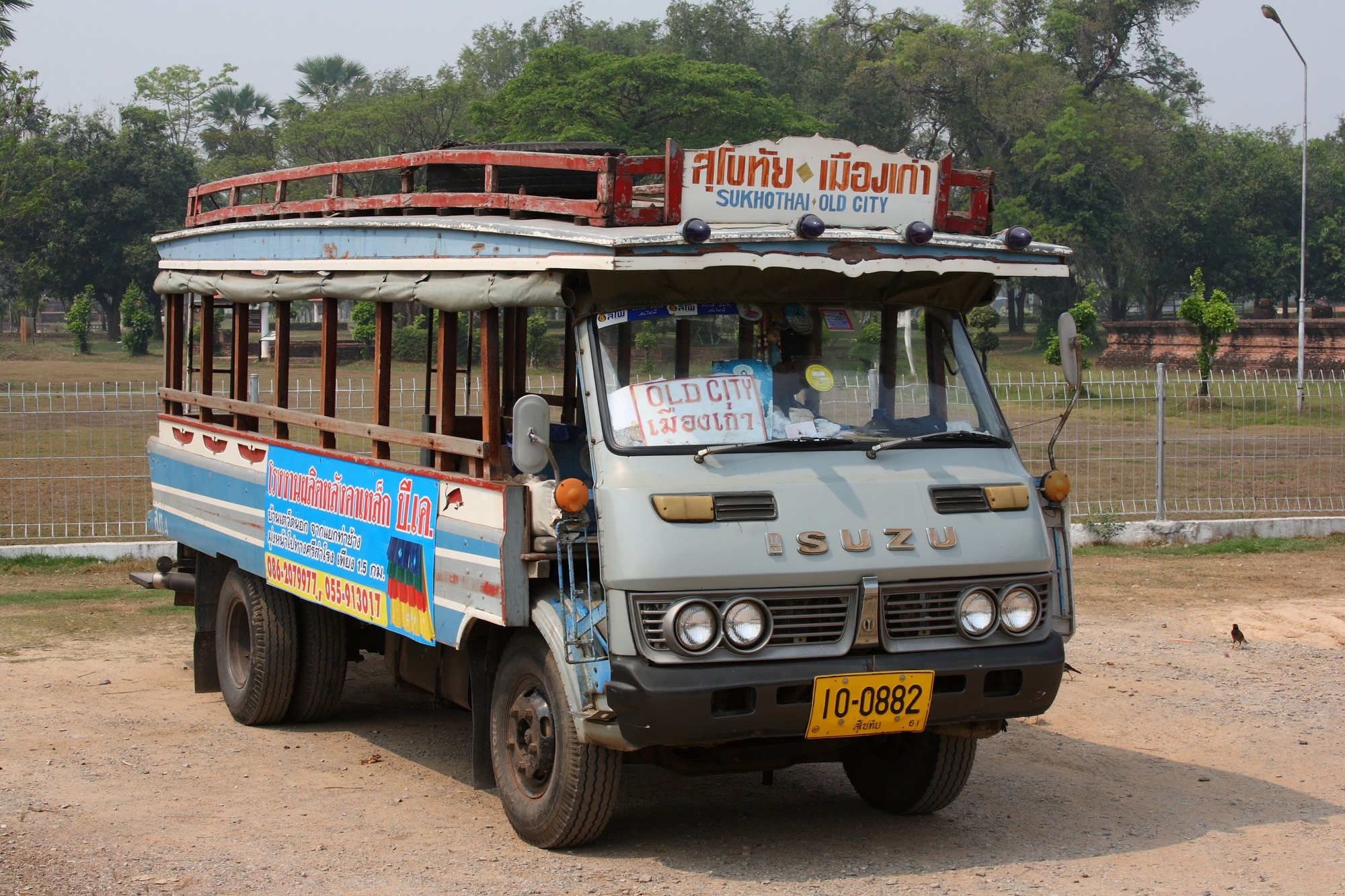
Une forme de songthaew de plus grande capacité à Sukhothai (Thaïlande).

Les songthaeo chargent autant de passagers qu'il est possible, certains restant debout sur le marchepied arrière en cas de surcharge. Il n'y a pas de stations déterminées, le voyageur hèle le taxi au passage et pour descendre, il actionne une sonnette par un bouton situé à plusieurs endroits du plateau arrière.